# 石田ゆり
石田 ゆり（いしだ ゆり、本名：中西 由利子、1951年11月23日 - ）は、1970年代に活躍した元歌手。夫は作家・作詩家のなかにし礼。2003年度下半期のNHK連続テレビ小説『てるてる家族』（原作：なかにし礼）の主人公・冬子は、彼女がモデルである。

## 来歴

### 生い立ち
大阪府池田市生まれ。4人姉妹の末っ子で長姉は石田治子、次姉は石田良子（いしだあゆみ）、三姉の名は石田三恵子。

### 芸能生活
1968年、梅花高等学校1年修了で宝塚音楽学校に入学。1970年、同校を卒業。同期には小柳ルミ子や麻実れい等がいた。「名月ゆり」の芸名も決まっていたが、宝塚歌劇団への入団を辞退。上京し、芸映に所属。同年9月、シングル「悲しみのアリア」で東芝レコードから歌手デビュー。
シングル4枚とアルバム2枚を発表後、全シングルの作詞を手掛けた、なかにし礼と1971年10月16日に結婚し、芸能界を引退した。挙式の見届け人は児玉誉士夫だった。引退後は1978年のテレビドラマ「ムー一族」などに出演した。なかにしとの間に1男（音楽プロデューサー・中西康夫）、1女がいる。

## ディスコグラフィー

### シングル
1. 悲しみのアリア（1970年9月25日）／EP:CP-1063　オリコン27位
作詞：なかにし礼／作曲･編曲：筒美京平
c/w: 愛は嘘をつけない
2. 愛ある限り（1971年1月10日）／EP:CP-1065　オリコン53位
作詞：なかにし礼／作曲･編曲：川口真
c/w: いつか来る朝
3. 愛を知ったから（1971年5月5日）／EP:CTP-2441
作詞：なかにし礼／作曲･編曲：筒美京平
c/w: 叱らないで
4. いつも二人（1971年8月8日）／EP:CTP-2491
作詞：なかにし礼／作曲･編曲：筒美京平
c/w: 嫁ぐ朝

### アルバム
1. 悲しみのアリア（1971年1月25日） -  ベッツィ&クリス、メリー・ホプキンの日本語カバーなどを含む全12曲。2005年にヴィヴィド・サウンド・コーポレーションから紙ジャケットでCD化。
2. 愛の詩集　石田ゆり ラヴ・アルバム （1971年7月5日） - 筒美京平作曲の6曲を含む全12曲。

## 主な出演作品

### 映画
- 夢一族 ザ・らいばる（1979年、東映） - 九十九あけみ 役

### テレビドラマ
- ムー一族（1978年、TBS） - ひろみ 役
- 気まぐれ本格派 第38話「さよなら・カッパ!!」（1978年、日本テレビ） - 飲み屋の女将 役
- 風光る・亜紀子（1979年、テレビ朝日） - 幸恵 役
- 銭形平次 第718話「仕組まれた復讐」（1980年、フジテレビ / 東映） - おけい 役

### バラエティ
- ヒットQ（1970年 - 1971年、日本テレビ）
- スターへばく進!!（1971年、日本テレビ）